# 파묵칼레
파묵칼레(Pamukkale)는 튀르키예 남서부 데니즐리 주 데니즐리에 위치한 석회붕을 말한다. 파묵칼레의 뜻은 튀르키예어로 파묵이 목화를 뜻하고 칼레는 성을 뜻하므로 목화 성이란 뜻이다. 물속에는 석회 성분이 들어있어 피부에 좋다.

## 자매 도시
파묵칼레는 다음과 같이 2개의 자매 도시가 있다:
- 헝가리 에게르
- 미국 라스베이거스

## 미디어
- KBS 1TV : 《걸어서 세계속으로》